# ヒットマンズ・ボディガード
『ヒットマンズ・ボディガード』（The Hitman's Bodyguard）は、2017年のアメリカ合衆国のコメディ映画。監督はパトリック・ヒューズ、出演はライアン・レイノルズとサミュエル・L・ジャクソンなど。凄腕の殺し屋を護衛することになったボディガードの奮闘を描いている。
本作は日本において劇場未公開となったが、Netflixによる配信が行われた。
本作の宣伝用ポスターとして、レイノルズ演じるブライスがジャクソン演じるキンケイドをお姫様抱っこする姿を写したポスターが製作された。これは映画『ボディガード』のパロディである。

## プロット
マイケル・ブライスは一流のボディーガードとして華々しい生活を送っていたが、ある日、日本人武器商人クロサワの護衛任務に失敗して零落する。それから2年、現在では薬物中毒の企業幹部の護衛などで細々と生計を立てていた。
一方、反政府市民らを大量虐殺していたベラルーシの独裁者であるデュコビッチ大統領が逮捕され、オランダ・ハーグの国際司法裁判所で裁かれようとしていた。しかし、悪辣なデュコビッチは手下を使って検察側証人を殺害するなどし、このままでは嫌疑不十分で釈放される可能性が出てきた。この事態に国連及びインターポールは、デュコビッチの悪事を証明できるという、一流の殺し屋で現在はイギリスの刑務所に服役中のダリウス・キンケイドに司法取引を持ちかけることを決める。ダリウスは、別刑務所に収監されている妻ソニアの恩赦と引き換えに裁判の検察側証人になることを承諾する。
インターポール（ICPO）の副局長ジャン・フーシェは、若手捜査官アメリア・ルーセルを護送チームのリーダーに任命し、ハーグへの移送が始まる。ところがコヴェントリーにてデュコビッチの手下の待ち伏せに遭い、チームはキンケイドとアメリアを残して全滅する。キンケイドはICPOに内通者がいるとアメリアに警告し、困った彼女は元彼氏のマイケルを呼び出す。マイケルは2年前の護衛任務失敗はアメリアが情報漏洩したせいだと考えており喧嘩別れした仲であった。また、マイケルはキンケイドとも護衛と殺し屋という因縁の仲であり、何度も戦った間柄であった。このためハーグへの護送依頼を断ろうとするマイケルであったが、復帰に尽力するというアメリアの説得に折れる。
実はICPOの内通者はフーシェであり、間もなくしてキンケイドの居場所がバレる。マイケルとキンケイドはデュコビッチの腹心イヴァン率いるチームの襲撃から逃れながらハーグを目指す。慎重なマイケルに対し、自分の技量に自信があるキンケイドは何度か危機に陥りながらもフェリーでアムステルダムに到着する。アムステルダムでは既にイヴァンらが警戒線を張っており、市内では激しい銃撃戦やカーチェイスが起こる。しかし、マイケルとキンケイドは互いの力量で敵を倒していき、時に片方の危機を片方が救うというコンビネーションをみせていく。またキンケイドは女性の扱い方をマイケルに説くと共にクロサワ殺しが自分の偶然の仕事であり、アメリアはまったく悪くないことを伝え、復縁を支援する。一方、イヴァンも死亡する中でデュコビッチは万が一に備えて予備計画の発動を部下に指示する。
ハーグに着いたマイケルとキンケイドは期限時刻間際に入廷する。そしてキンケイドはデュコビッチによる虐殺指示の証拠を提示し、彼の有罪は確定的となる。しかし、デュコビッチは諦めず、爆弾を積んだトラックが裁判所に突っ込むというテロを起こさせ、その混乱に乗じて逃走を図る。その際に奪った拳銃でキンケイドを射殺しようとするが、とっさにマイケルが庇い、彼が被弾する。相棒が撃たれて激怒するキンケイドは単身でデュコビッチの後を追い、彼の脱出計画を破綻させ、最後に彼を屋上から突き落とす。そして重傷を負うも命に別状はなかったマイケルはキンケイドと互いの無事を確認しあって喜び合う。
エピローグ。キンケイドは結婚記念日に合わせて脱獄を果たし、喧騒の中で先に釈放されたソニアと2人の時間を過ごすのであった。

## 登場人物・キャスト
マイケル・ブライス
演 - ライアン・レイノルズ
元トッププロのボディガード。2年前の仕事で失敗して零落し、不遇の時代を過ごしている。
ダリウス・キンケイド
演 - サミュエル・L・ジャクソン
凄腕の暗殺者。マイケルとは数々の因縁がある犬猿の仲。
ヴラディスラフ・デュコビッチ
演 - ゲイリー・オールドマン
ベラルーシの独裁者。
アメリア・ルーセル
演 - エロディ・ユン
インターポールの捜査官。ブライスの元カノ。
ソニア・キンケイド
演 - サルマ・ハエック
キンケイドの妻。
ジャン・フーシェ
演 - ジョアキム・デ・アルメイダ
インターポールの副局長。
レナータ・カソリア
演 - ティネ・ヤウストラ
インターポールの局長。
イバン
演 - ユーリ・コロコリニコフ
デュコビッチの腹心。彼に従う兵士達のリーダー。
レビチン
演 - ミハイル・ゴアヴォイ
デュコビッチの弁護士。
モレノ
演 - バリー・アトスマ
検察官。
アシモフ
演 - ロッド・ハレット
デュコビッチに家族を殺された教授。
シーファート
演 - リチャード・E・グラント
ヤク中の弁護士。ブライスのクライアント。
ギャレット
演 - サム・ヘイゼルダイン
インターポールの捜査官。

## 日本語吹替
| 役名                         | 俳優                       | 日本語吹替                      | 日本語吹替                            |
| 役名                         | 俳優                       | Netflix版                       | ソフト版                              |
| ---------------------------- | -------------------------- | ------------------------------- | ------------------------------------- |
| マイケル・ブライス           | ライアン・レイノルズ       | 落合弘治                        | 加瀬康之                              |
| ダリウス・キンケイド         | サミュエル・L・ジャクソン  | 石井康嗣                        | 手塚秀彰                              |
| ヴラディスラフ・デュコビッチ | ゲイリー・オールドマン     | 安原義人                        | 金尾哲夫                              |
| アメリア・ルーセル           | エロディ・ユン             | 藤田奈央                        | 蓮田美紀                              |
| ソニア・キンケイド           | サルマ・ハエック           | 浅野まゆみ                      | きそひろこ                            |
| ジャン・フーシェ             | ジョアキム・デ・アルメイダ | 魚建                            | 栗田圭                                |
| レナータ・カソリア           | ティネ・ヤウストラ         | 森本73子                        | 石塚碧                                |
| イバン                       | ユーリ・コロコリニコフ     | こばたけまさふみ                | 西村健志                              |
| レビチン                     | ミハイル・ゴアヴォイ       | さかき孝輔                      |                                       |
| モレノ                       | バリー・アトスマ           | 斎藤寛仁                        |                                       |
| アシモフ                     | ロッド・ハレット           | 佐々木拓真                      |                                       |
| シーファート                 | リチャード・E・グラント    | 谷内健                          |                                       |
| ギャレット                   | サム・ヘイゼルダイン       | 中村和正                        | 鈴木将之                              |
| バクキリン                   | オリ・フェッファー         | 俊藤光利                        |                                       |
| 裁判長                       |                            | 小林さとみ                      |                                       |
| 弁護士                       |                            | 西島麻紘                        |                                       |
| 女性警官                     |                            | 岡本沙保里                      |                                       |
| 車の男                       |                            | 小林達也                        |                                       |
| クロサワの妻                 |                            | 中村綾                          |                                       |
| フロントの男                 |                            | 須田祐介                        |                                       |
| ウエーター                   |                            | 福西勝也                        |                                       |
| 日本語版制作スタッフ         |                            |                                 |                                       |
| 演出                         | 演出                       | 宇出喜美                        |                                       |
| 翻訳                         | 翻訳                       | 野中まさ子                      |                                       |
| 録音                         | 録音                       | 白井康之 大東潤                 |                                       |
| 制作                         | 制作                       | IYUNO MEDIA GROUP               |                                       |
| 備考                         | 備考                       | 2017年8月25日 Netflixで配信開始 | 2025年6月4日発売の 映像ソフトに初収録 |

## 製作
トム・オコナーの脚本は2011年のブラックリスト (映画化されていない脚本を対象とした人気投票) にランクインするほどの高評価を得ていた。スカイダンス・プロダクションズは5月の段階で、その映画化権を購入していた。オコナーの脚本はシリアスなドラマとして書かれたものだったが、製作サイドの意向でコメディタッチの作品に書き直されることとなった。
2015年11月4日、ライアン・レイノルズ、サミュエル・L・ジャクソン、ゲイリー・オールドマンの3人が本作に出演し、ジェフ・ワドロウが監督に起用されるとの報道があった。2016年2月23日、エロディ・ユンとサルマ・ハエックの出演が決まり、ライオンズゲートが本作の全米配給権を獲得したと報じられた。3月9日、降板したジェフ・ワドロウの後任として、パトリック・ヒューズが起用されることになった。
2016年4月12日、本作の主要撮影がロンドンで始まった。撮影はアムステルダムとソフィアでも行われた。

## 興行収入
本作はスティーヴン・ソダーバーグの監督復帰作である『ローガン・ラッキー』と同じ週に公開され、公開初週末に1700万ドルから2000万ドルを稼ぎ出すと予想されていたが、実際の数字はそれを上回るものであった。2017年8月18日、本作は全米3377館で封切られ、公開初週末に2138万ドルを稼ぎ出し、週末興行収入ランキング初登場1位となった。公開第2週には1026万ドルを稼ぎ出し、週末興行収入ランキング2週連続1位となった。

## 評価
映画批評集積サイトのRotten Tomatoesには132件のレビューがあり、批評家支持率は39%、平均点は10点満点で5.1点となっている。サイト側による批評家の要約は「『ヒットマンズ・ボディガード』はサミュエル・L・ジャクソンとライアン・レイノルズのコメディ演技に依拠しているが、そこそこの出来にはなっている。しかし、過去に製作された数々のアクションコメディ映画の定石を打ち破る力はない。」となっている。また、Metacriticには38件のレビューがあり、加重平均値は49/100となっている。なお、本作のCinemaScoreはB+となっている。
『バラエティ』のピーター・デブルージは本作を好意的に評価し、「『ヒットマンズ・ボディガード』は映画ファンが待望していたコメディタッチのアクション映画だろう。118分を活かしきるスタイルの作品ではない。しかし、『エクスペンダブルズ3 ワールドミッション』の監督であったパトリック・ヒューズの手によって―ライアン・レイノルズとサミュエル・L・ジャクソンのケミストリーの方がより重要な働きをした―この作品は愚かでありながら笑えるスクリューボールコメディになった。」と評している。『ローリングストーン』のピーター・トラヴァースは本作に4つ星評価で2つ星を与え、「レイノルズとジャクソンのコメディ演技とアクションによって、狂乱の夏の異常さは和らいだ。『ヒットマンズ・ボディガード』が印象に残る作品になったのは、2人のお陰である。」と述べている。

## 続編
2018年5月、ライオンズゲートが本作の続編を企画していると報じられた。11月1日、ライアン・レイノルズ、サミュエル・L・ジャクソン、サルマ・ハエック、パトリック・ヒューズ監督が続投、アントニオ・バンデラス、モーガン・フリーマン、フランク・グリロが決まったとの報道があった。